# Diego González Morales
Diego Ramón González Morales (Santiago, Chile, 13 de marzo de 1993) es un futbolista chileno. Juega de defensa en Colchagua de la Segunda División Profesional de Chile.

## Clubes
| Club                    | País  | Año       |
| ----------------------- | ----- | --------- |
| Audax italiano          | Chile | 2011-2014 |
| San Antonio Unido       | Chile | 2014-2015 |
| Trasandino de Los Andes | Chile | 2015-2016 |
| Deportes Pintana        | Chile | 2016-2017 |
| Deportes Recoleta       | Chile | 2017      |
| Colchagua               | Chile | 2018-Act. |

INTER MAIPO| 2023 ACTUALIDAD
PELOTON FC / ACTUALIDAD